# Eleutherodactylus hedricki
El coquí de Hedrick (Eleutherodactylus hedricki) es una especie de rana nativa de Puerto Rico perteneciente a la familia Eleutherodactylidae.